# ペトル・ネチャス
ペトル・ネチャス（チェコ語: Petr Nečas、1964年11月19日 - ）は、チェコの政治家。市民民主党（ODS）党首として同国の首相を務めた。

## 経歴
1991年に同党に入党。2006年9月4日から2009年5月8日にかけて、副首相と労働・社会問題相を兼任。2010年3月にミレク・トポラーネクから党首の座を引き継いた。同年5月の総選挙で同党は社会民主党に次ぎ第二党（53議席）に留まったが、新党TOP09およびVV（Věci veřejné）と連立を組み、首相に選出された。
2013年6月17日、側近の汚職の責任を取る形で首相を辞任した。

## 年譜
- 1964年 ウヘルスケー・フラジシュチェに生まれる
- 1979年 - 1983年 地元のギムナジウムに在学
- 1983年 - 1988年 ブルノのマサリク大学理学部に在学
- 1988年 - 1989年 兵役
- 1988年 - 1992年 テスラ・ロジュノヴ（Tesla Rožnov）社に技術者、開発者として勤務
- 1991年 市民民主党に入党
- 1992年 - 国会外務局委員
- 1995年 国防次官に就任
- 1996年 下院議員に初当選
- 2006年 副首相就任。
- 2010年 首相就任。
- 2013年 首相辞任。